# Rawicz I
Rawicz I of Rawa (ook: Ursyn, Ursowic, Panna na niedźwiedziu, Miedźwiada, Miedźwioda, Niedźwiada, Niedźwiadek, Niedźwieda, Niedźwioda, Rawic, Rawita) was een Poolse heraldische clan (ród herbowy) van middeleeuws Polen en later het Pools-Litouwse Gemenebest. De oudste vermelding van Rawicz is een zegel van Predota van Michowo uit 1306.
Volgens de legende zou de oorsprong van de clan bij het Boheems geslacht Vršovci liggen. Over het wapen gaat ook een legende, namelijk die over een meisje van de Rawicz-clan die door een beer zou zijn ontvoerd.
De historicus Tadeusz Gajl heeft 737 Poolse Rawicz-clanfamilies geïdentificeerd.

## Telgen
De clan bracht de volgende bekende telgen voort:
- Ostrowski
  - Graaf Tomasz Ostrowski, staatsman, ridder in de Orde van de Witte Adelaar
  - Graaf Władysław Ostrowski, ontvanger van de Virtuti Militari
- Jan Grot, bisschop
- Andrzej Gawroński, bisschop en senator
- Krzysztof Kosiński, Hetman
- Jakub Jasiński, dichter en generaal
- Szymon Okolski, theoloog en geschiedkundige
- Graaf Adam Ozharovsky, generaal
- Piotr Ożarowski, staatsman en Hetman
- Julian Niemcewicz, dichter
- Jerzy Marcin Ożarowski, generaal

## Varianten op het wapen van Rawicz I

Wapen van Sołomerecki
Wapen van de graven van Pruszyński
Wapen van de graven van Dembiński
Wapen van de graven van Ostrowski
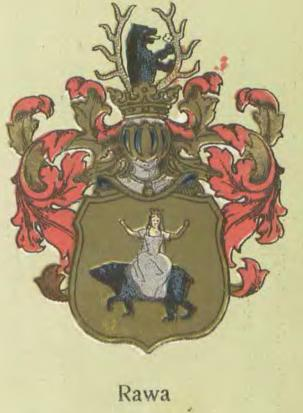
Wapen van Rawicz-Leszczyc
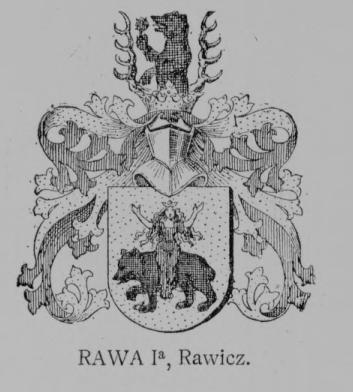
Wapen van Rawicz-Ostrowski
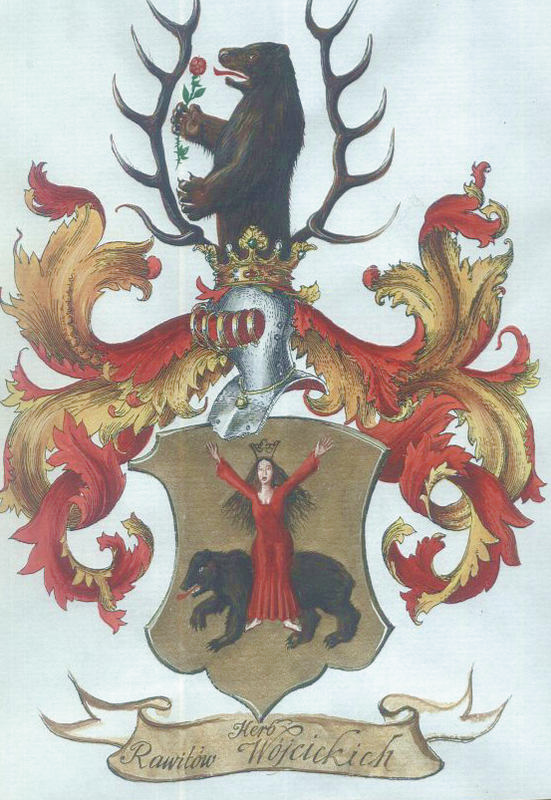
Variant Rawicz
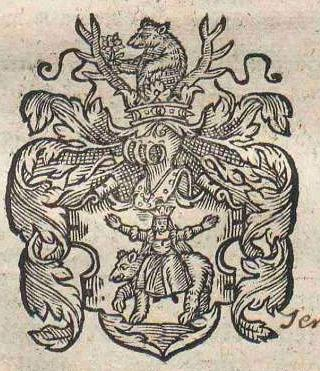
Wapen van Rawicz-Paprocki
Variant Rawicz. 1461
Wapen van Kosiński II
Wapen van Ożarowski
Wapen van Bocheński II
Wapen van Zawada
Wapen van Bar
Wapen van Bocheński I
Wapen van Rawicz
Wapen van Rawicz (district)

## Galerij

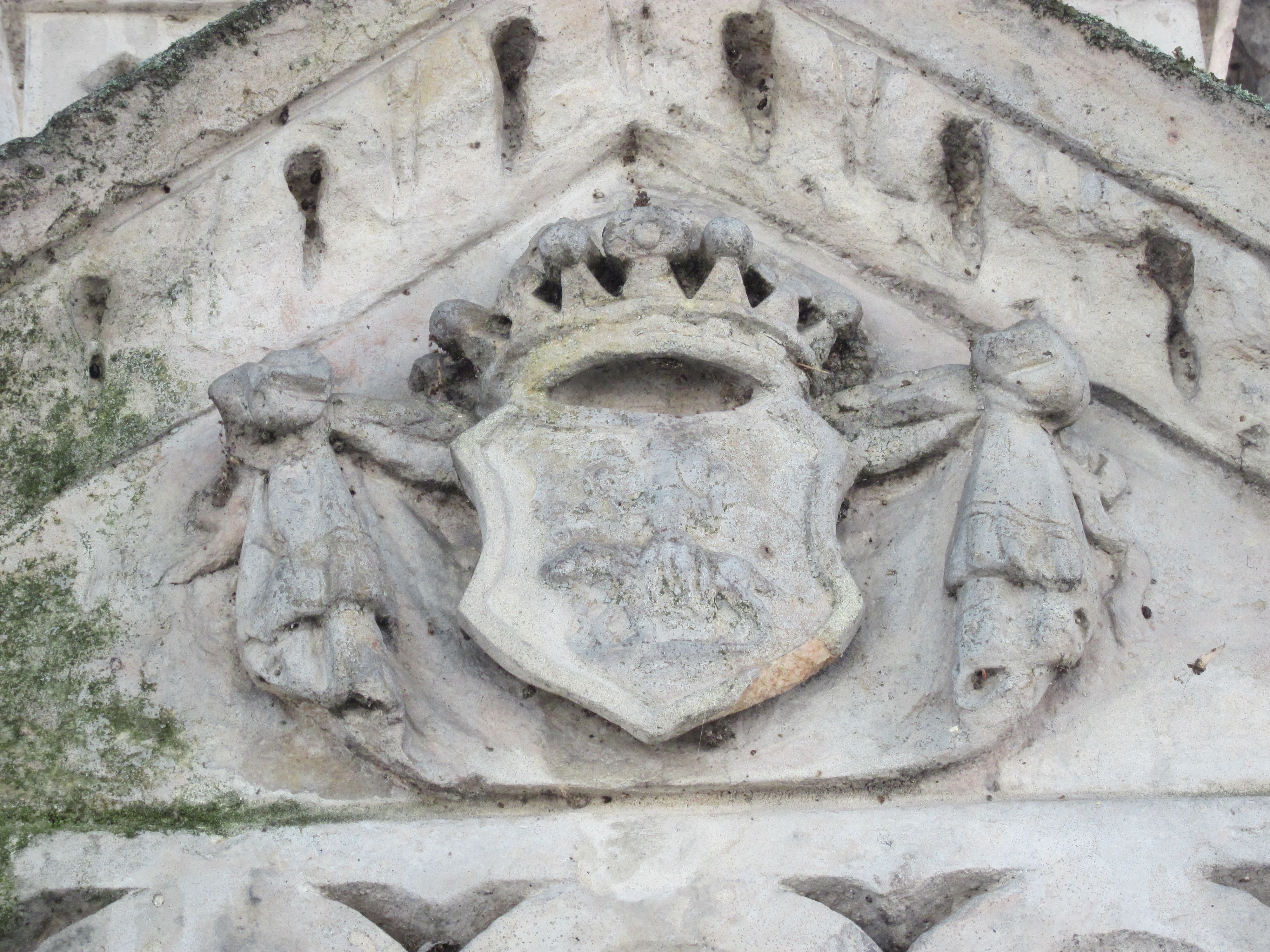